# Martin Gerhardt
Paul Martin Gerhardt (* 1. Dezember 1894 in Berlin; † 27. Mai 1952 in Köln) war ein deutscher Kirchenhistoriker und Archivar.

## Leben und Wirken
Martin Gerhardt war das zweite von vier Kindern von Oswald Gerhardt und dessen Gattin Jenny Otilie Krüger. Sein Vater war Gymnasialprofessor. Nach einer Kindheit in einer wirtschaftlich gesicherten, bürgerlich-konservativen Familie machte er 1913 das Abitur. Anschließend studierte er drei Semester evangelische Theologie an der Universität Tübingen und der Universität Berlin. Anschließend meldete er sich freiwillig für den Kriegsdienst während des Ersten Weltkriegs. Gerhardt war der Meinung, dass das deutsche Volk in der Tradition von Martin Luther, Friedrich dem Großen sowie Otto von Bismarck stehe und eine besondere historische Aufgabe zu erfüllen habe.
Nach Ende des Kriegsdienstes im März 1919 setzte Gerhardt das Theologiestudium fort. Insbesondere Karl Holl und dessen theologisches Denken und wissenschaftliches Arbeiten prägten Gerhardt, der das Studium 1920 abschloss. Anschließend beabsichtigte er, Hochschullehrer zu werden. Gerhardt durchlief ein Vikariat in Potsdam von 1920 bis 1922 und promovierte 1922 in Berlin. Nach der Habilitation an der Universität Erlangen mit einer Arbeit zur alten Kirche arbeitete er an der Erlanger Universität als Privatdozent für Kirchengeschichte und seit 1923 als Archivar am Rauhen Haus in Hamburg. 1924 folgte die Promotion zum Doktor der Philosophie in Erlangen. Gerhardt verließ die Universität aus privaten Gründen.
In Hamburg widmete sich Gerhardt dem seinerzeit neu eingerichteten Archiv des Rauhen Hauses. Er befasste sich schwerpunktmäßig mit dem Nachlass Johann Hinrich Wicherns, dessen Werke er ordnete und verzeichnete. Gerhardt ermöglichte somit eine wissenschaftliche Bearbeitung der Werke Wicherns. Zudem engagierte sich der Archivar für ein strukturiertes Archivwesen der Inneren Mission und kann als Pionier der geschichtlichen Aufarbeitung der Diakonie angesehen werden.
1931 ging Gerhardt nach Kaiserwerth, wo er an der dortigen Diakonissenanstalt ein Archiv aufbaute. Seine Einstellung zur Weimarer Republik war aufgrund der tiefen gesellschaftlichen Zerwürfnisse von politischer Skepsis und Resignation geprägt. Er trat zum 1. Mai 1933 der NSDAP bei (Mitgliedsnummer 3.479.024) und verfolgte die Idee einer Volksgemeinschaft. Von 1933 bis 1936 beteiligte sich Gerhardt aktiv bei den Deutschen Christen. An der Universität Göttingen erhielt er 1937 einen Lehrauftrag und wurde später Inhaber des Lehrstuhls für Kirchengeschichte. Während des Zweiten Weltkriegs gehörte er als Offizier der Wehrmacht an. Er sei ein evangelischer Nationalsozialist gewesen, sagte Gerhardt über sich selbst rückblickend 1946.
Aufgrund eines Entnazifizierungsverfahrens entließ ihn die Universität nach Kriegsende. Gerhardt, der sich zunehmend vom Nationalsozialismus und den Deutschen Christen distanzierte, führte die Geschichtsschreibung der Inneren Mission fort. Er starb im Mai 1952 in Köln.

## Werk
Martin Gerhardt schrieb eine dreibändige Biografie über Johann Hinrich Wichern. Das Werk kann als erste derartige Arbeit angesehen werden, die wissenschaftliche Anforderungen erfüllt. Während der Zeit an der Kaiserwerther Diakonissenanstalt verfasste der Archivar eine Biografie über Theodor Fliedner. Ein weiteres Werk über Friedrich von Bodelschwingh blieb unvollendet und wurde nach seinem Tod von Alfred Adam fertiggestellt. Zum 100. Gründungsjubiläum des Central-Ausschusses für Innere Mission verfasste er 1948 das zweibändige Standardwerk Ein Jahrhundert Innere Mission.

## Schriften (Auswahl)
- Das Leben und die Schriften des Lactantius, Erlangen 1924
- (als Hrsg.) Der junge Wichern. Tagebücher Johann Hinrich Wicherns, Hamburg 1925
- Johann Hinrich Wichern. Ein Lebensbild, 3 Bde., Hamburg 1927–31
- Theodor Fliedner. Ein Lebensbild, Düsseldorf-Kaiserswerth 1933
- Volksmission im Geiste Wicherns, Bonn 1934
- Zur Vorgeschichte der Reichskirche. Die Frage der kirchlichen Einigung in Deutschland im 19. und 20. Jahrhundert, Bonn 1934
- Ein Jahrhundert Innere Mission. Die Geschichte des Centralausschusses für die Innere Mission der Deutschen Evangelischen Kirche, Gütersloh 1948
- mit Alfred Adam: Friedrich von Bodelschwingh. Ein Lebensbild aus der deutschen Kirchengeschichte, Bethel 1950–58
- Um Wicherns Erbe, Bielefeld 1954